# Siedlces vojvodskap
Siedlces vojvodskap (polska Województwo siedleckie) var åren 1975–1998 ett vojvodskap i östra Polen. Huvudstad var Siedlce. 

## Städer
- Siedlce – 75 613
- Mińsk Mazowiecki – 36 042
- Łuków – 32 007
- Sokołów Podlaski – 19 338
- Garwolin – 16 534
- Węgrów – 12 885
- Łochów – 6154
- Łaskarzew – 5012
- Kałuszyn – 4895
- Pilawa – 4221
- Żelechów – 4141
- Stoczek Łukowski – 2174
- Mordy – 1747